# Toto-Lotto Niedersachsen

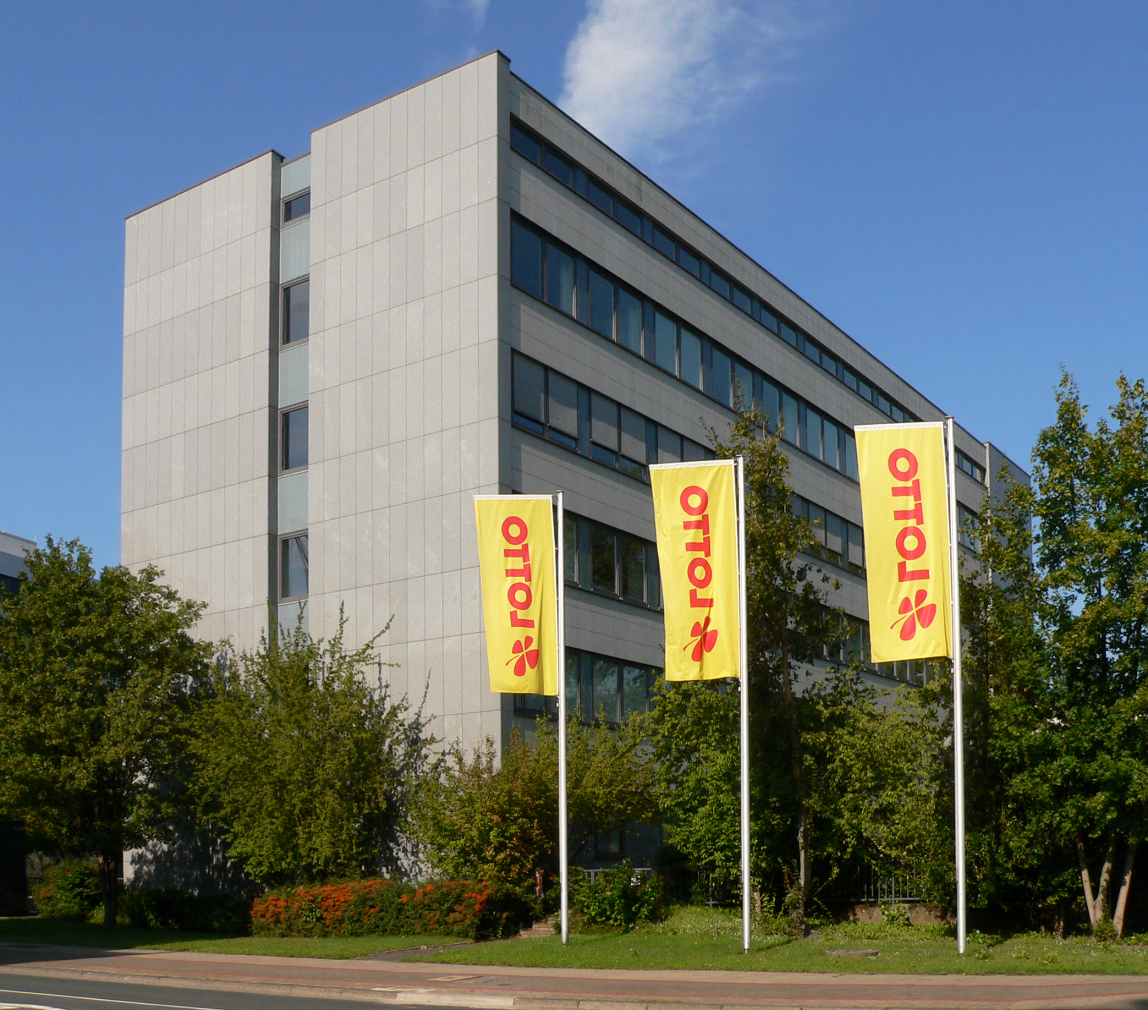
Sitz von Toto-Lotto Niedersachsen in Hannover

Die Toto-Lotto Niedersachsen GmbH, kurz auch LOTTO Niedersachsen, ist die Lottogesellschaft des Landes Niedersachsen. Sie führt im staatlichen Auftrag Glücksspiele im zuvor genannten Bundesland durch. Zudem ist sie auf nationaler Ebene Mitglied des Deutschen Lotto- und Totoblocks, des Zusammenschlusses der 16 Lotterieunternehmen der einzelnen deutschen Bundesländer sowie auf internationaler Ebene in der Vereinigung European Lotteries (EL) und der World Lottery Association (WLA). Gesellschafter der als GmbH tätigen LOTTO Niedersachsen sind die Fürstenberg Holding GmbH des Landes Niedersachsen, die TLN Beteiligungsgesellschaft mbH & Co. KG, der Landessportbund Niedersachsen sowie der Niedersächsische Fußballverband (NFV).

## Ziele
Ziel von Lotto Niedersachsen ist es, für die Bürger:

„ein sicheres, seriöses und durch
den Staat begrenztes Angebot zum Glücksspiel zu
ermöglichen, einen wirksamen Schutz vor Spielsucht zu
bieten und den Einfluss eines kriminellen Milieus auf den
Lotterie- und Wettmarkt zu verhindern. Dies soll durch
eine Kanalisierung des Spielwunsches unter Vermeidung
der Anheizung des Spieltriebes erreicht werden.“

Auf gesetzlicher Grundlage sollen auch der Jugendschutz und der Verbraucherschutz entsprechend dem Glücksspielstaatsvertrag gewährleistet werden. Im Sinne des Gemeinwohls wird durch das Land ein großer Teil der erwirtschafteten Gelder zweckgebunden für den Sport, die allgemeine Förderung wohlfahrtspflegerischer Aufgaben, zur Förderung im Bereich Kunst und Kultur sowie für den Umweltschutz und andere Zwecke des Gemeinwohls verwendet. 2015 führte Toto-Lotto Niedersachsen 289,9 Millionen Euro an Lotterie- und Sportwettensteuern, Glücksspielabgaben und Zweckerträgen ab.

## Angebotene Gewinnspiele
Das Niedersächsische Ministerium für Wirtschaft, Arbeit und Verkehr als zu dem Zeitpunkt zuständige Behörde für die Veranstaltung von Lotterien in Niedersachsen hat am 20. Dezember 2012 folgende Lotterien und Wetten genehmigt: Lotto 6 aus 49, Spiel 77, Super 6, Eurojackpot, Glücksspirale, Rubbellose, Oddset, Toto 6 aus 45, Toto 13er Ergebniswette, Keno, plus 5, Bingo sowie NKL.

## Geschichte
Nach dem Ende des Zweiten Weltkrieges 1945 hatte der Sportfunktionär Karl Laue noch in der Britischen Besatzungszone den Niedersächsischen Fußballverband gegründet und geleitet. Der ehemalige Fußball-Torwart, Spitzname „Kaiser Karl“, war ab 1947 – noch vor der Gründung der Bundesrepublik Deutschland – Beisitzer im Vorstand des Landessportbundes Niedersachsen und sprach sich für die Gründung eines in Niedersachsen organisierten Wettspiels zur Förderung des Fußballs aus. So wurde als Selbsthilfewerk des Sports Anfang 1949 durch die noch heute (Stand: 01/2014) tätigen Gesellschafter das Fußballtoto in Niedersachsen eingeführt unter dem damaligen Namen „Niedersächsische Fußball-Toto Gesellschaft“ als Veranstalter.
Von Juni 1949 bis August 1975 wurden neben den Geldgewinnen auch Eigenheime ausgelost. In diesem Zusammenhang wurde Ende 1955 der „Niedersächsische Toto-Skandal“ ruchbar, eine Affäre um Geld, Macht und verworrene Verbindungen, in die unter anderem der Toto-Geschäftsführer Heinz Göing und der eigentlich zur Aufsicht durch das Niedersächsische Kultusministerium verpflichtete Oberregierungsrat Heinrich Hünecke sowie der Leiter der Bezirksstelle Hameln verwickelt waren. 
Kaum ein Jahr nach der Neufassung des Niedersächsischen Sportwettengesetzes vom 31. März 1955 hatte das Land Niedersachsen tiefer in die personellen Strukturen des niedersächsischen Totos hineinschauen können: Die Steuerfahndung war mutmaßlich nach Abwerbungen durch Mitglieder des Sportvereins Hannover 96 oder anderer Fußballvereine informiert, die Staatsanwaltschaft eingeschaltet. Eine Weiße Weste behielt wohl lediglich der Aufsichtsratsvorsitzende und „Fußballpräsident“ Karl Laue: Nach einem Bericht des Nachrichtenmagazins Der Spiegel Anfang 1956 betonte der Sportfunktionär unter anderem, er hätte etwa den Durchschreibe-Wettschein erfunden, jedoch ohne dabei an seinen persönlichen Vorteil zu denken.
Ebenfalls 1956 wurde die Niedersächsische Zahlenlotto GmbH gegründet, an der sich das Land Niedersachsen als Gesellschafter beteiligte. Gesetzlich Grundlage für das am 10. Juni 1956 erstmals ausgespielte Zahlen-Lotto 6 aus 49 in Niedersachsen bildeten wie beim Fußball-Toto die Beschlüsse des niedersächsischen Kabinetts sowie des Niedersächsischen Landtags. In der Folge wurden so weitere Glücksspiele zugelassen.
1964 wurde der Sitz der beiden Unternehmen von der Maschstraße verlegt an den heutigen Standort im hannoverschen Stadtteil Döhren, wo die beiden GmbHs 1993 zur Toto-Lotto Niedersachsen GmbH fusionierten. Im selben Jahr wurde die Niedersächsische Lottostiftung gegründet. Sie war eine selbständige Stiftung bürgerlichen Rechts mit einem Stiftungsvermögen von 3 Millionen DM.
1994 förderte Toto-Lotto Niedersachsen gemeinsam mit der Stiftung Niedersachsen und der ÜSTRA AG das internationale Design-Projekt Busstops.
Ende 2008 wurde die Niedersächsische Lottostiftung aufgelöst. Ihre Aufgaben übernahmen die Stiftung Niedersachsen, die Niedersächsische Bingo-Umweltstiftung und die Niedersächsische Lotto-Sport-Stiftung.
Das Landgericht Oldenburg hielt 2011 eine einstweilige Verfügung gegen Toto-Lotto Niedersachsen aufrecht, die das Verkaufspersonal verpflichtete, Spieler bei Überschuldung oder mangelndem Einkommen abzuweisen.
Im Jahr 2014 erwirtschaftete Toto-Lotto Niedersachsen Spieleinsätze in Höhe von 673,2 Millionen Euro und schüttete Gewinne in Höhe von 323,7 Millionen Euro aus. Der Jahresüberschuss sank auf 14,6 Millionen Euro nach 18,1 Millionen Euro im Jahr 2013. Im Jahr 2015 wurden 709,8 Millionen Euro an Spieleinsätzen erwirtschaftet und Gewinne in Höhe von 342,1 Millionen Euro ausgeschüttet. Der Jahresüberschuss stieg auf 17,4 Millionen Euro. Im Jahr 2018 machte Toto-Lotto Niedersachsen einen Umsatz von 766,9 Millionen Euro. Der Jahresüberschuss stieg auf 20,5 Millionen Euro. Im Jahr 2019 wurden 722 Millionen Euro an Spieleinsätzen erwirtschaftet und Gewinne in Höhe von 349 Millionen Euro ausgeschüttet.

### Sponsoring
Toto-Lotto Niedersachsen ist seit 2013 Sponsor des Basketball-Bundesligisten EWE Baskets Oldenburg. Im Juli 2019 wurde der Vertrag verlängert. Toto-Lotto Niedersachsen ist auch Sponsor des Fußball-Regionalligisten Lüneburger SK Hansa.

## Schriften
- Uta Preuße (Red.): Geschichten aus Niedersachsen (auch: Schöner leben in Niedersachsen), in der Reihe Edition Toto-Lotto & mehr, hrsg. von der Toto-Lotto Niedersachsen GmbH, 1993
- Steffen Bartels (Red.): Ein halbes Jahrhundert. Wissenswertes aus der Geschichte und Gegenwart von Lotto Niedersachsen, hrsg. von der Toto-Lotto Niedersachsen GmbH, Presse- und Öffentlichkeitsarbeit, Hannover: Toto-Lotto Niedersachsen GmbH, 2006
- 6 aus 49: 25 Jahre Lotto Niedersachsen, Niedersächsisches Fussballtoto, Niedersächsisches Zahlenlotto, Verlag Quensen, 1981
- Axel Holthaus, Sven Osthoff: LOTTO Niedersachsen Geschäftsbericht 2013, mit Zahlen, Daten, Fakten und den Jahresabschlüssen der Toto-Lotto Niedersachsen GmbH und der Nordwestdeutsche Lotteriegesellschaft GmbH, Hannover im November 2013;[19]